# Brasserie Gallopin
La Brasserie Gallopin est l'une des plus anciennes brasseries de Paris. Fondée en 1876 au 40, rue Notre-Dame-des-Victoires, elle accueillait les financiers de la place de la Bourse.

## Histoire
Petit bar, simple débit de bière et de vin au détail, fondé par Gustave Gallopin, qui a épousé une Anglaise issue de la famille Wyborn, propriétaire de magasins d'alimentation à succursales multiples. Passionné de théâtre, il avait auparavant créé à Lyon le Grand Café des Négociants.
Gustave Gallopin crée le « gallopin de bière », une demi-pinte, dès l'ouverture du bar en 1876. Il s'agit d'une petite bière de 12,5 centilitres, servie dans une chope en argent, pour la garder fraîche.
Gustave Gallopin signe le bail le 1er septembre 1876, puis occupe les deux boutiques, réunies en une seule quelques années plus tard, et crée au bout de dix ans le premier bar anglo-américain de Paris. Pour l'Exposition universelle de 1889, il fait réaliser une grande verrière, puis passe la main à Camille Aymonier, qui ouvre un troisième établissement au no 42, accueillant plus particulièrement les commis-boursiers, les patrons préférant le grand bar.
À quatorze heures, une baignoire de zinc accueille des bouteilles de champagne susceptibles de fêter le « coup de Bourse » du jour. En fond de salle se retrouvent les dispensateurs de la publicité financière, appelés « courtiers-marrons ». Les plus connus sont Privât, Batiau et Cahen, puis Léon-Prosper Rénier, directeur de l'agence Havas.
Quatre familles se succèdent ensuite à la tête de la maison, les Vilain, Grach, Wagrez et Alexandre.

## Galerie

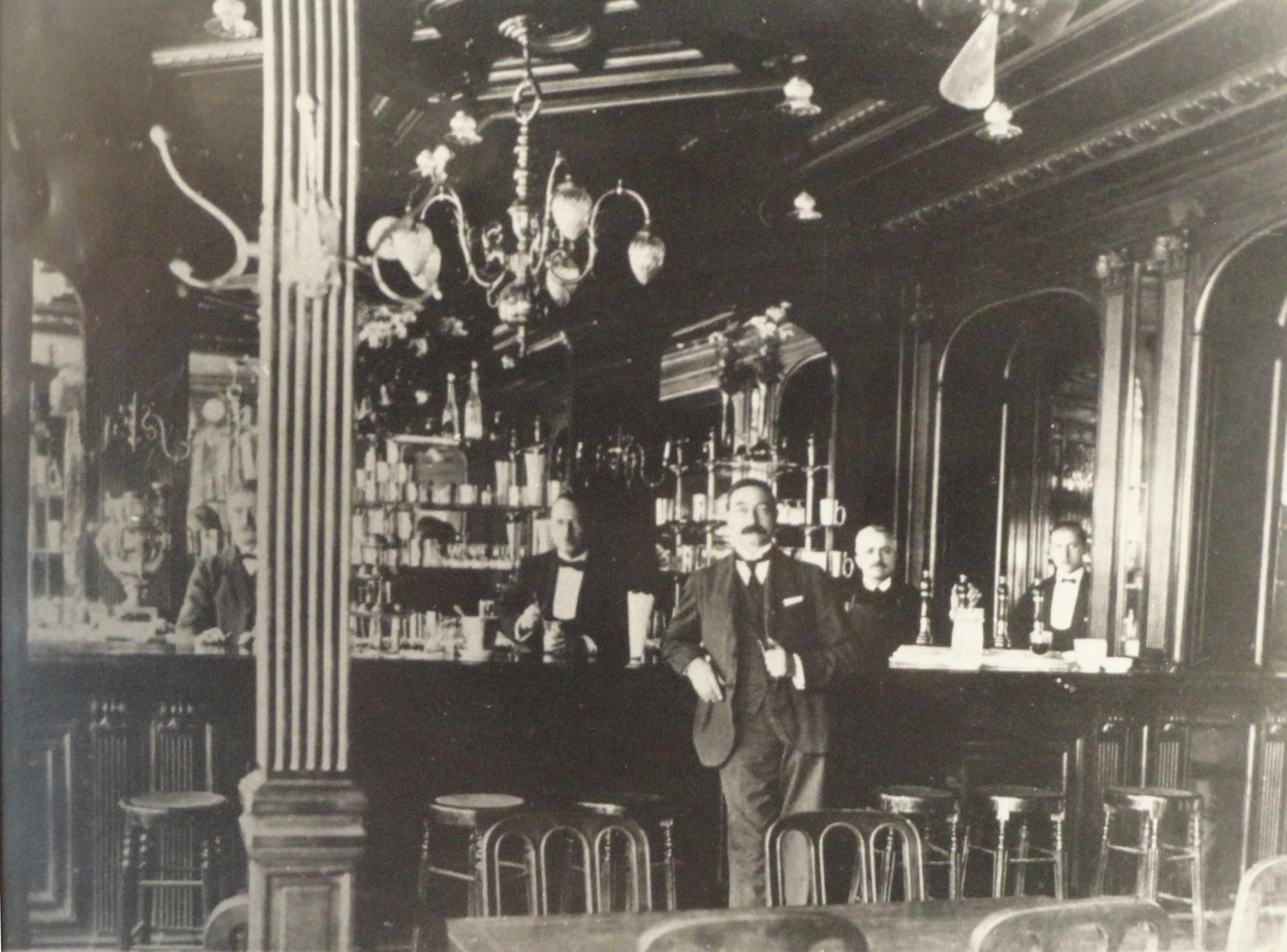
M. Gallopin dans sa brasserie, à la fin du XIXe siècle.
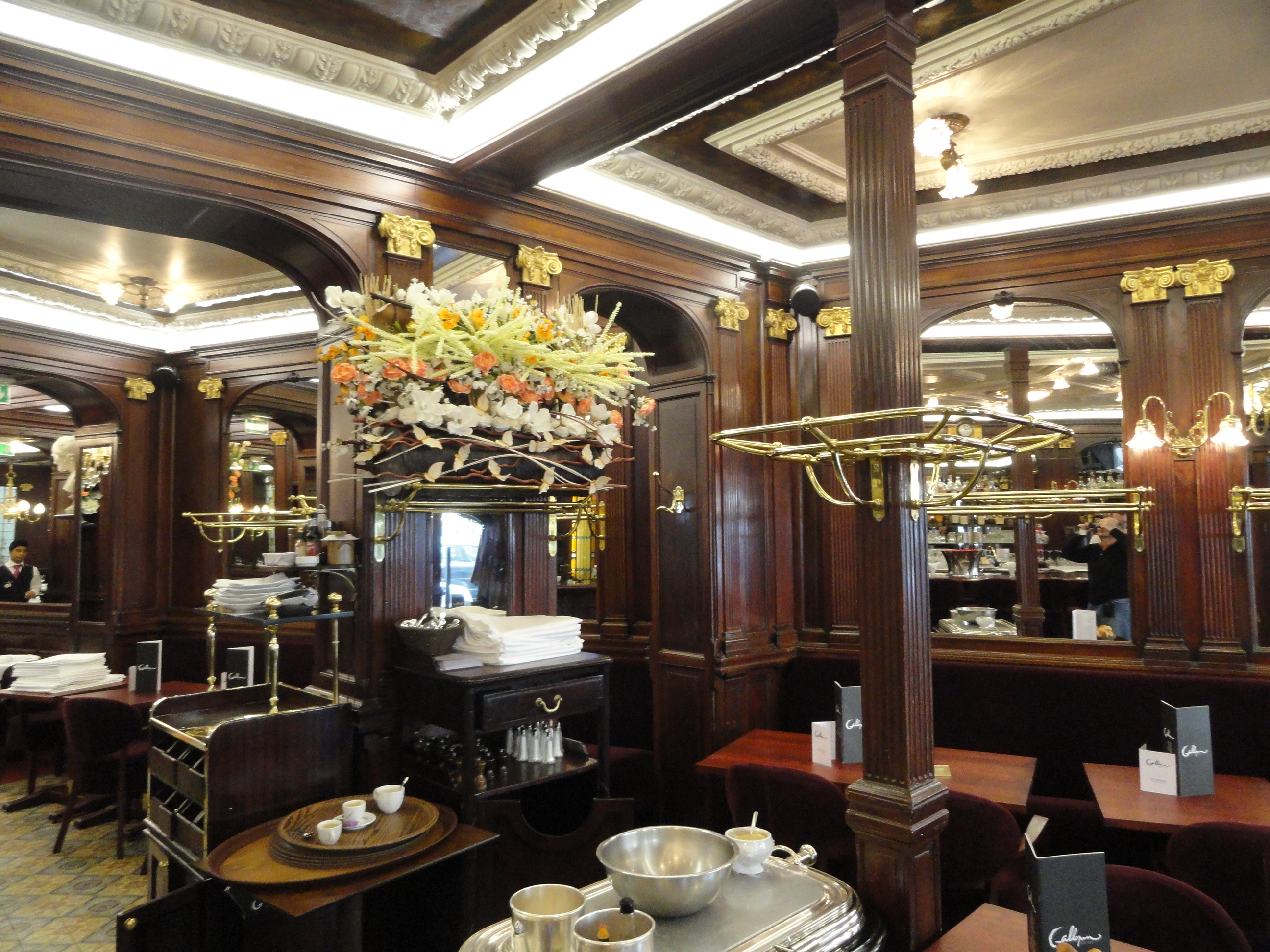
La brasserie avec ses murs en acajou, ses lampes tulipe et ses chapelières en cuivre.
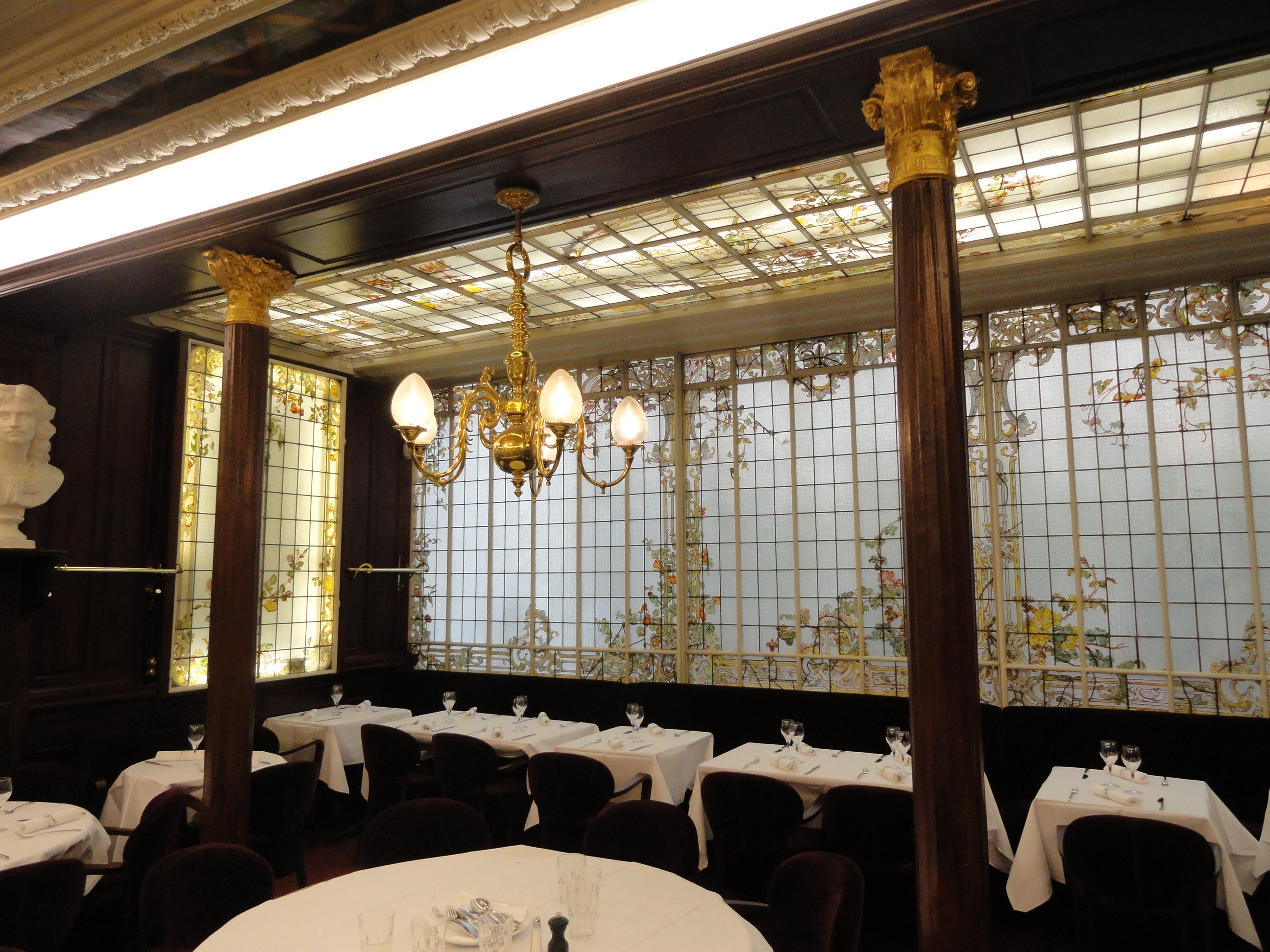
La verrière, construite pour l'Exposition universelle de 1889.

## Dans la culture
Une scène du film Sous les jupes des filles d'Audrey Dana, mettant en scène Laetitia Casta et Pascal Elbé, a été tournée à la Brasserie Gallopin en 2013.